# Peruvian Airlines
Peruvian Airlines (code AITA : P9 ; code OACI : PAL) est une compagnie aérienne du Pérou créée en 2007 et qui cesse ses activités en 2019. Elle assure des vols commerciaux intérieurs depuis l'Aéroport international Jorge Chávez (LIM).

## Histoire
La compagnie Peruvian Airlines a été fondée en novembre 2007. Elle obtient le 7 août 2009 son certificat d'exploitation aérienne des autorités aériennes du Pérou. L'exploitation commerciale débute le 29 octobre 2009.
Le 18 août 2011, le ministère péruvien des transports suspend Peruvian Airlines pour une durée de 90 jours, pour non-respect des normes de sécurité aérienne. 200 voyageurs se retrouvent coincés à l'aéroport d'Alejandro Velasco Astete à la suite de cette décision subite. Le 26 août, une partie seulement de la flotte est autorisée à revoler. La compagnie dessert depuis lors à nouveau les villes de Arequipa, Iquitos et Tacna. La ligne vers Cusco est de nouveau opérationnelle depuis le 23 septembre 2011.
En avril 2014, le ministère des transports du Pérou reconduit pour 4 ans la licence commerciale de la compagnie aérienne. En septembre 2014, Peruvian Airlines lance ses vols vers le Chili.
Le 3 octobre 2019, elle suspend jusqu'à nouvel ordre tous ses vols en raison d'un manque de liquidités.

## Destinations

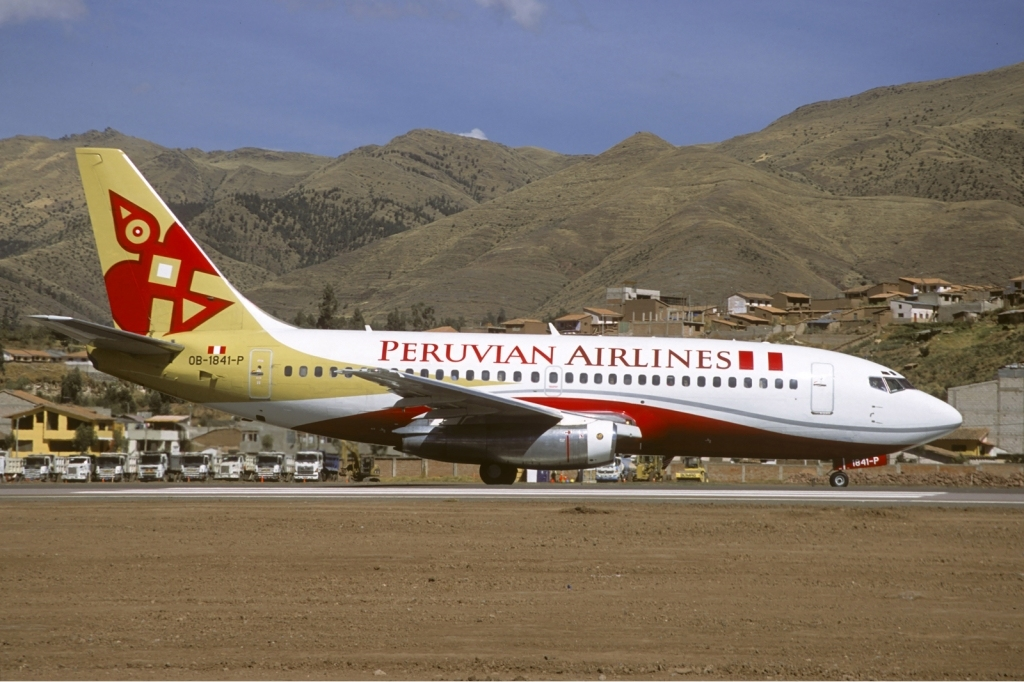
Boeing 737-200 de Peruvian Airlines.

Peruvian Airlines dessert destinations au Pérou.
- Lima :
  -  Arequipa / Aéroport Rodriguez Ballon
  -  Cusco / Aéroport international Alejandro Velasco Astete
  -  Iquitos / Aéroport Internacional Coronel FAP Francisco Secada Vignetta
  -  Piura / Aéroport Internacional Capitán FAP Guillermo Concha Iberico
  -  Tacna / Aéroport Internacional Coronel FAP Carlos Ciriani Santa Rosa
  -  Tumbes / Aéroport Capitán FAP Pedro Canga Rodríguez
  - Ilo / Aéroport de Ilo (via AQP)
  - Pisco / Aéroport Capitan FAP Renán Elías Olivera (prochainement)

- Arequipa:
  -  Lima / Aéroport international Jorge Chávez
  -  Tacna / Aéroport Internacional Coronel FAP Carlos Ciriani Santa Rosa

- Tacna:
  -  Arequipa / Aéroport Rodriguez Ballon
  -  Lima / Aéroport international Jorge Chávez

- Cusco:
  -  Lima / Aéroport international Jorge Cháve7

- Iquitos:
  -  Lima / Aéroport international Jorge Chávez

- Piura:
  -  Lima / Aéroport international Jorge Chávez

## Flotte

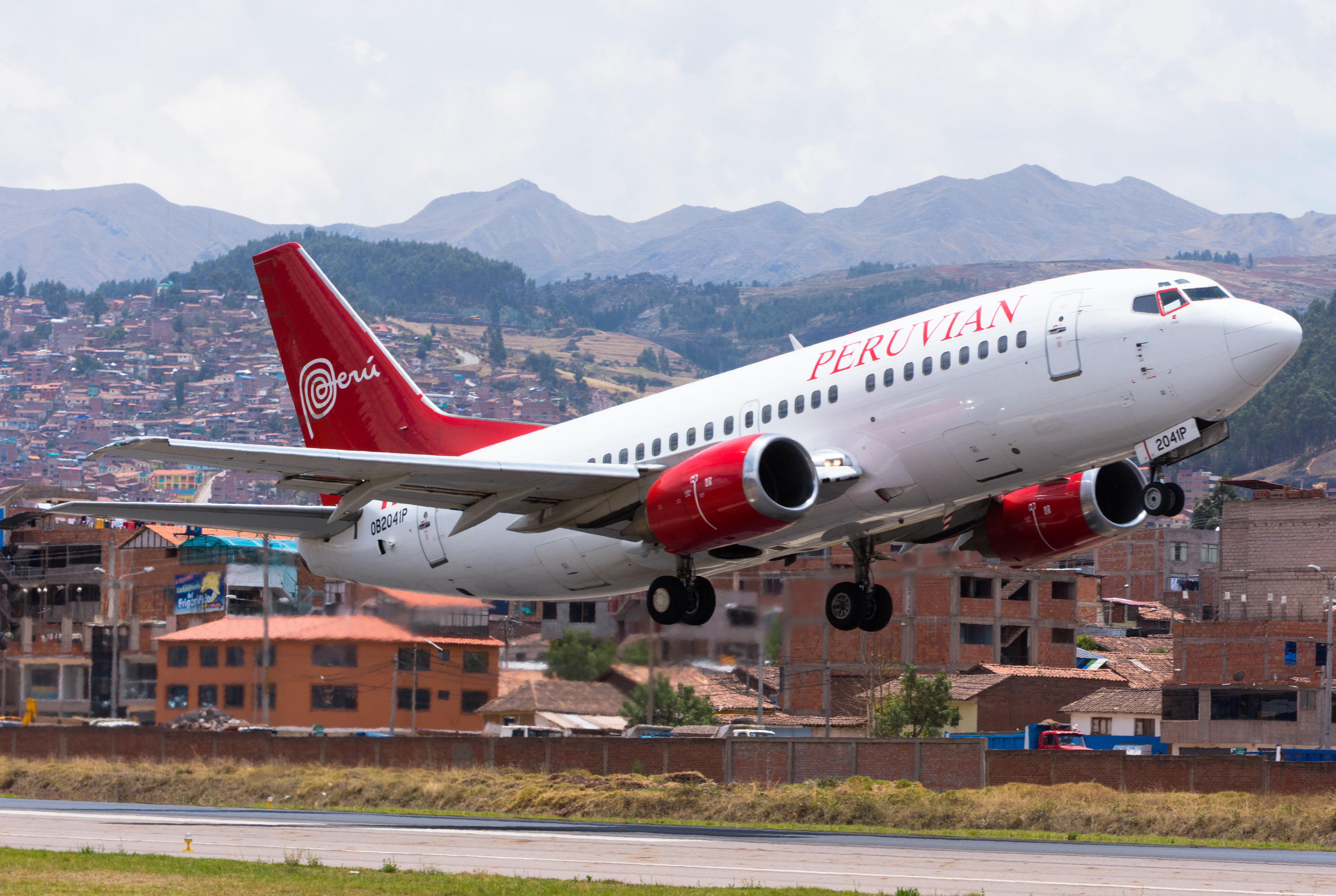
Boeing 737-500 de Peruvian Airlines.

Jusqu'en octobre 2019, la flotte de Peruvian Airlines était composée des appareils suivants :

## Peruvian Pass
Peruvian Airlines possède un programme de fidélisation, qui permet d'accumuler des miles pour obtenir des billets gratuits et d'autres avantages.
|                     | Peruvian Pass Clásica             | Peruvian Pass Oro                  | Peruvian Pass Platino             |
| ------------------- | --------------------------------- | ---------------------------------- | --------------------------------- |
| Conditions d'entrée | Membres ayant de 0 à 21 999 miles | Membres avec 22 000 à 34 999 miles | Membres avec 35 000 miles ou plus |

## Principaux concurrents péruviens
- LAN Perú
- LC Busre
- Star Perú
- TACA Perú

## Incidents
- Le 28 mars 2016, un Boeing 737-300 de Peruvian Airlines finit hors piste à la suite d'une explosion de pneu lors d'une tentative de décollage de l'aéroport international Alejandro-Velasco-Astete[8],[9]
- Le 28 mars 2017, au Pérou, un Boeing 737-300 assurant le vol 112 Peruvian Airlines s'embrase à l'aéroport Francisco Carle (en) près de Jauja, à la suite de la rupture de son train d'atterrissage. 39 des 141 passagers sont blessés[10].